# Římskokatolická farnost Hostim
Římskokatolická farnost Hostim je územní společenství římských katolíků s farním kostelem svatého Františka Serafinského ve vranovském děkanství.

## Historie farnosti
První písemná zmínka o hostimské farnosti je z roku 1322, kdy byla zapsána do majetku kanonie premonstrátek v Perneggu v Dolním Rakousku. Pod tento řád spadala až do roku 1481. Od tohoto roku pak byla pod vrchnostenskou ochranou. Kostel se v Hostimě připomíná již v roce 1394. Pod vlivem husitství převažovala v obci víra husitská a protestantská. Největším zastáncem nekatolíků byl Jiří Valecký z Mírova, majitel panství od roku 1560. Ten nechal právě pro nekatolíky vystavět roku 1569 na místě starého nový kostel. Katolická fara v Hostimě upadala a po roce 1620 zanikla úplně a byla spravována z Biskupic a v dalších letech také z jiných okolních farností. Od 25. 8. 1716 byla farnost znovu obnovena a spadaly do ní také obce Blanné, Boskovštejn, Jiřice, Prokopov a Zvěrkovice. Teprve v květnu 1731 byla fara obsazena prvým skutečným farářem Václavem Ignácem Zdražilem, který přišel z Liptálu.

## Duchovní správci
Jména kněží působících v Hostimi jsou známa od 18. století. Od roku 1978 byla farnost spravována z Pavlic excurrendo.Od 1. září 2011 se stal administrátorem excurrendo R. D. Mgr. Robert Prodělal.Od 1. srpna 2016 zde působí jako administrátor excurrendo R. D. ICLic. Mgr. Jiří Ochman Ten se stal od října 2019 farářem v Jevišovicích.

## Bohoslužby
| Kostel                         | Místo  | Bohoslužba (den) | Hodina | Poznámka     |
| ------------------------------ | ------ | ---------------- | ------ | ------------ |
| svatého Františka Serafinského | Hostim | neděle           | 11.00  | farní kostel |

## Aktivity ve farnosti
Dnem vzájemných modliteb farností za bohoslovce a bohoslovců za farnosti brněnské diecéze je 3. červen. Adorační den připadá na 4. března.
Ve farnosti se koná tříkrálová sbírka. V roce 2017 činil její výtěžek v Hostimi 8 985 korun.